# Michelle Smith
Michelle Marie Smith, född 16 december 1969 i Rathcoole County, är en irländsk före detta simmare.
Smith blev olympisk guldmedaljör på 200 meter medley vid sommarspelen 1996 i Atlanta.